# Здание ювелирной фирмы Фаберже
Здание ювелирной фирмы Фаберже — памятник архитектуры. Расположен в Центральном районе Санкт-Петербурга, современный адрес дома — Большая Морская улица, 24.

## История
Первым известным владельцем территории, на которой построен дом, был колокольный мастер Христофор Ферстер, служитель при колоколах Петропавловской крепости, нанятый Петром I в 1720 году. С середины XVIII века владельцами участка была семья Адор, глава которой делал солод, а сын работал с золотом (примерно 20 работ И. Адора входят в коллекцию Эрмитажа). С 1830-х владельцем был ювелир Дювелл, в доме располагалась лавка книготорговца Луки Диксона (у которого покупал книги Пушкин, чьи долги владельцу после смерти оплатила опека).
Участок с трёхэтажным домом и флигелями на улице, на которой в домах 11 и 16 фирма уже размещалась ранее, был куплен Фаберже у генерал-майора В. П. Золотова за 407 000 рублей в 1898 году. Границы узкого участка не менялись с первой половины XVIII века, старое здание было снесено. Проект нового четырёхэтажного дома и флигелей был утверждён 11 мая 1899 года Городской думой и 29 июля — Николаем II.
Здание построено в 1899—1900 годах К. К. Шмидтом. Изначальный проект фасада был оформлен декоративным кирпичом, красным с горизонтальными светлыми полосами, с гранитными вставками. Предположительно по идее владельца, Карла Фаберже (двоюродного дяди архитектора), кирпич был заменён на камень с незначительными изменениями композиции. Участок застроен по периметру с двусторонним лицевым корпусом и брандмауэрными дворовыми.
Подрядчиком строительства был К. И. Фасси, укравший на строительстве значительную сумму.
В здании были представлены магазин, контора, мастерские, художественная студия, квартиры владельца (пятнадцатикомнатная) и его сыновей.
В 1930—1966 годах дом был жилым, далее его заняла телефонная станция.

## Внешний вид
Дом Фаберже сочетает традиционную композиционную трёхосевую схему, неоготическую стилистику и элементы модерна (преимущественно в интерьерах). Здание завершено тремя щипцами, средний из которых крупнее боковых и сочленён с эркером-фонариком на четвёртом этаже, по вертикали по щипцам прочерчены рёбра-пинакли. По боковым осям сделаны двухэтажные эркеры над арками, по углам которых также сделаны пинакли с заострёнными концами. Щипцы украшены масверком, эркеры — поясами квадрифолиев, над окнами четвёртого этажа сделаны трифолии. Крыша черепичная, высокая.
За аркадой первого этажа был магазин с четырьмя витринами, входным порталом и въездной аркой. Полуколонны аркады приземистые, бочкообразные. Стены между 2-4 этажами украшены полосами тёсаного камня с рустами грубой фактуры, в сочетании с окнами возникает визуальная иллюзия каркасной сетки, обычно исполнявшаяся из кирпича и штукатурки.
Для отделки был использован финский гранит, красный и розовый гангутский. Использовано чередование мелкоточечной (даёт дымно-розовый цвет), скальной (тёмный цвет) и полированной (насыщенный красный цвет) обработки камня. Облицовочные плиты и клиновидные камни арки были подобраны друг к другу по рисунку.
Двор здания прямоугольный, подворотня облицована глазурованной белой с зелёными полосами плиткой. Парадная лестница отражена со стороны двора ступенчато расположенными высокими окнами, треугольным щипцом и тройным вертикальным членением стены.

## Интерьеры

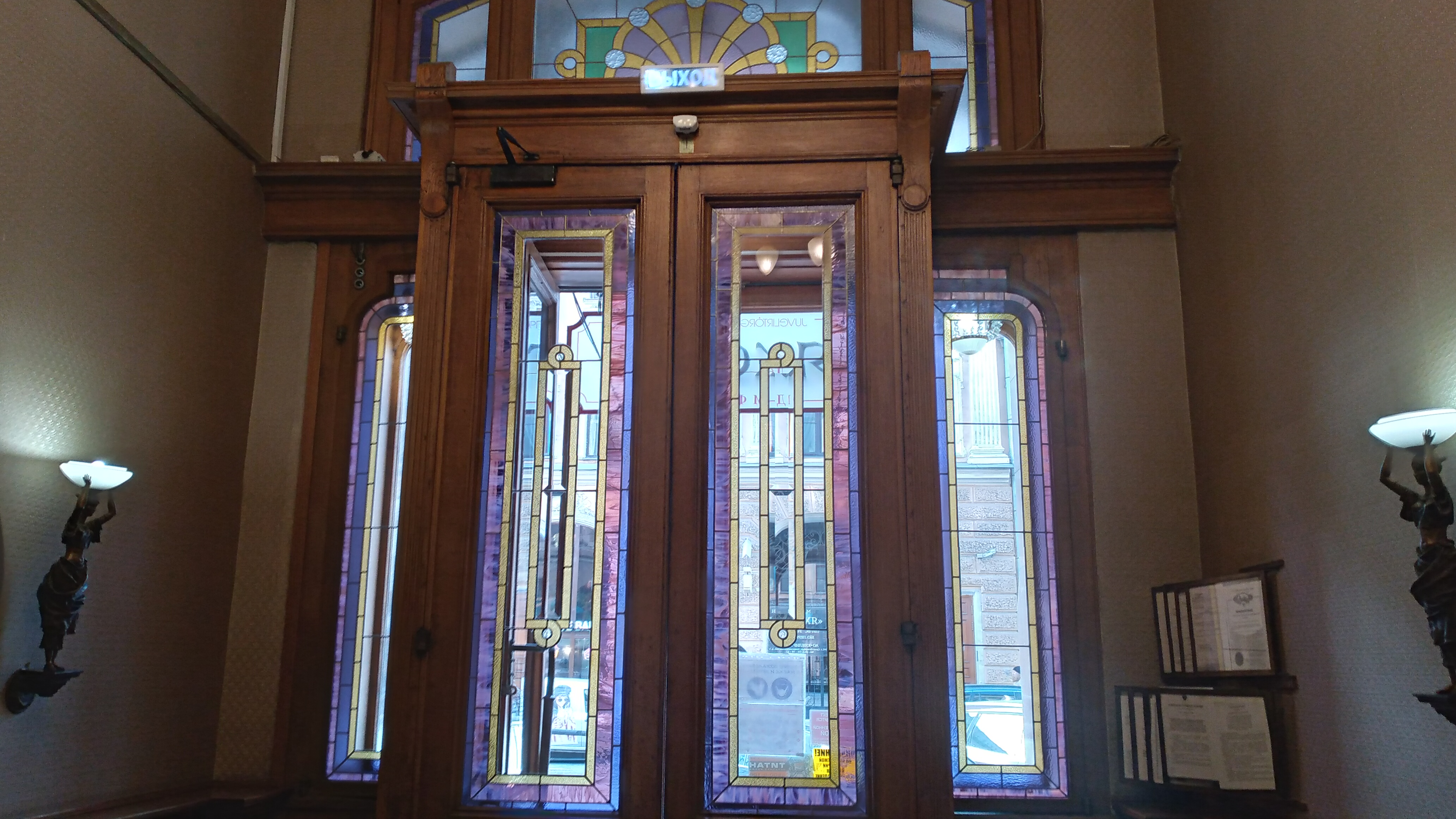

Отделка здания сохранилась фрагментарно.
Ранее в торговом зале была бронзовая люстра, дубовые витрины, расписной фриз с растительным орнаментом. Сохранились дубовые двери и тамбур с фигурными фрамугами, рамы окон, сейф-лифт (работа берлинской фирмы «Арнхайм», на ночь его поднимали на высоту второго этажа и держали под током, но это не помешало ограблению в 1918 году) и решётки окон производства «С. Арнхайм». На верхнем этаже главного корпуса сохранился круглый витраж с геометрическим рисунком. В правом флигеле парадная лестница из подворотни выполнена в стиле раннего модерна, с кованой оградой стилизованного растительного рисунка, дубовыми поручнями, лепкой, витражами. Витражи в здании объединяет общая идея «от сада — к небу».